# Il candidato va alle elezioni
Il candidato va alle elezioni è un programma televisivo italiano, trasmesso su TV8 in prima serata condotto da Pif (puntate 1-3) e Mauro Casciari (puntata 4).

## Svolgimento
Pif e Mauro Casciari seguono alcuni candidati durante la campagna elettorale per le elezioni politiche del 2018.

## Puntate
| Puntata | Conduttore     | Data             | Candidato         | Partito                              |
| ------- | -------------- | ---------------- | ----------------- | ------------------------------------ |
| 1       | Pif            | 20 febbraio 2018 | Giorgia Meloni    | Fratelli d'Italia                    |
| 2       | Pif            | 20 febbraio 2018 | Luigi Di Maio     | Movimento 5 Stelle                   |
| 2       | Pif            | 20 febbraio 2018 | Pietro Grasso     | Liberi e Uguali                      |
| 3       | Pif            | 27 febbraio 2018 | Matteo Salvini    | Lega Nord                            |
| 3       | Pif            | 27 febbraio 2018 | Matteo Renzi      | Partito Democratico                  |
| 4       | Mauro Casciari | 27 febbraio 2018 | Franco Valentini  | Movimento Valore Umano               |
| 4       | Mauro Casciari | 27 febbraio 2018 | Simone Di Stefano | Casapound                            |
| 4       | Mauro Casciari | 27 febbraio 2018 | Viola Carofalo    | Potere al Popolo!                    |
| 4       | Mauro Casciari | 27 febbraio 2018 | Mario Adinolfi    | Il Popolo della Famiglia             |
| 4       | Mauro Casciari | 27 febbraio 2018 | Riccardo Bruno    | Partito Repubblicano Italiano        |
| 4       | Mauro Casciari | 27 febbraio 2018 | Riccardo Magi     | +Europa                              |
| 4       | Mauro Casciari | 27 febbraio 2018 | Antonio Ingroia   | Lista del Popolo per la Costituzione |
| 4       | Mauro Casciari | 27 febbraio 2018 | Roberto Fiore     | Italia agli Italiani                 |
| 4       | Mauro Casciari | 27 febbraio 2018 | Domenico Loffredo | Per una Sinistra Rivoluzionaria      |
| 4       | Mauro Casciari | 27 febbraio 2018 | Andrea Dusi       | 10 Volte Meglio                      |